# Islas Verdes
Islas Verdes är en ögrupp i Mexiko. Öarna ligger i bukten Bahía Topolobampo och de tillhör kommunen Ahome i delstaten Sinaloa, i den västra delen av landet.